# USS Snapper (SS-16)
USS Snapper (SS-16) – amerykański okręt podwodny z okresu I wojny światowej, piąta zamówiona jednostka typu C. Została zwodowana 16 czerwca 1908 roku w Fore River Shipyard w Quincy i przyjęta w skład US Navy 2 lutego 1910 roku. W listopadzie 1911 roku nazwę okrętu zmieniono na oznaczenie literowo-numeryczne C-5. Okręt wycofano ze służby 23 grudnia 1919 roku i sprzedano w roku następnym.

## Projekt i budowa
USS „Snapper” został zaprojektowany przez inż. Lawrence’a Y. Speara i stanowił rozwinięcie projektu Johna Hollanda (typ A). Okręt miał większe wymiary i wyporność, a także wyposażono go w dwie wyrzutnie torped oraz napędzające dwie śruby dwa silniki benzynowe, co przyczyniło się do znacznego wzrostu zasięgu. W późniejszym czasie wyposażenie jednostki powiększono o drugi peryskop).
Okręt zbudowany został w stoczni Fore River Shipyard w Quincy. Wodowanie odbyło się 16 czerwca 1908 roku.

## Dane taktyczno–techniczne
„Snapper” był małym okrętem podwodnym o konstrukcji jednokadłubowej. Długość całkowita jednostki wynosiła 32,11 metra, szerokość 4,24 metra i zanurzenie 3,33 metra. Wyporność w położeniu nawodnym wynosiła 238 ton, a w zanurzeniu 275 ton. Okręt napędzany był na powierzchni przez dwa silniki benzynowe Craig o łącznej mocy 500 koni mechanicznych (KM). Napęd podwodny zapewniał silnik elektryczny o mocy 300 KM. Dwuśrubowy układ napędowy pozwalał osiągnąć prędkość 10,5 węzła na powierzchni i 9 węzłów w zanurzeniu. Zasięg wynosił 800 Mm przy prędkości 8 węzłów w położeniu nawodnym oraz 80 Mm przy prędkości 5 węzłów pod wodą. Dopuszczalna głębokość zanurzenia wynosiła 60 metrów.
Okręt wyposażony był w dwie dziobowe wyrzutnie torped kalibru 450 mm (18"), z łącznym zapasem czterech torped. Załoga okrętu składała się 15 oficerów, podoficerów i marynarzy.

## Przebieg służby
USS „Snapper” (Submarine Torpedo Boat No. 16) został wcielony do służby w US Navy 2 lutego 1910 roku. Pierwszym dowódcą jednostki został chor. Chester Nimitz. Przez pierwsze 3 lata służby okręt, operując w Zatoce Chesapeake, uczestniczył w szkoleniu oraz próbach i eksperymentach, m.in. z łącznością radiową, sygnalizacją podwodną i różnego rodzaju akumulatorami. Przypisany był wówczas do 1. Grupy Okrętów Podwodnych Floty Atlantyckiej. 17 listopada 1911 roku nazwę okrętu zmieniono na oznaczenie literowo-numeryczne C-5.
20 maja 1913 roku, na holu okrętu-bazy USS „Castine” i węglowca USS „Mars”, C-5 rozpoczął rejs na Kubę. Od 29 maja do 7 grudnia 1913 roku okręt operował z Zatoki Guantánamo, przeprowadzając często ćwiczenia torpedowe, a następnie przebazowano go do Cristóbal w Panamie. W sierpniu 1917 roku C-5 wraz z dwoma innymi okrętami podwodnymi poszukiwał w Panamie miejsc mogących stać się w przyszłości bazami sił podwodnych oraz patrolował strefę Kanału Panamskiego.
C-5 został wycofany ze służby 23 grudnia 1919 roku w Coco Solo w Panamie. Sprzedano go 13 kwietnia 1920 roku.